# フィリップ・フランク (画家)
フィリップ・フランク（Philipp Franck、1860年4月9日 - 1944年3月13日）はドイツの画家、イラストレータである。

## 略歴
フランクフルト・アム・マインで生まれた。父親の意向でフランクフルトの専門学校で建築を学んでいたが、父親が亡くなった後、画家の道に転じた。17歳でフランクフルトの美術学校（Staatliche Hochschule für Bildende Künste）に入学し、ハインリヒ・ハッセルホルストやエドヴァルト・フォン・シュタインレに学んだ。
1879年に芸術家村となっていたヘッセンのクローンベルクに移り、アントン・ブルガーと親しくなり、1881年までブルガーの指導を受けた。クローンベルクで活動していた画家のヤーコブ・フュルヒテゴット・ディールマンの助言に従って、デュッセルドルフ美術アカデミーに移り、1886年までデュセルドルフで学び、エドゥアルト・フォン・ゲープハルトやオイゲン・デュッカーに学んだ。
デュッセルドルフでの修業が終わると、各地を旅するようになり、ヴュルツブルクで活動した後、ベルリンに移り、ベルリンの有力な画家の一人となり、「11月協会(Novembervereinigung)」などの美術グループを設立し、1898年にロヴィス・コリントやマックス・リーバーマンと「ベルリン分離派」の設立メンバーとなった。
1892年からベルリンの王立工芸学校(Königliche Kunstschule zu Berlin)で教え始め、1898年に教授の称号を得た。1912年に校長代理となり、1915年に校長になった。工芸学校の絵画教育を改革し1933年まで校長を務めた。
ベルリンで没した。
息子のハンス・ハインリヒ・フランク(Hans Heinrich Franck:1888-1961)は化学エンジニアになり、その子インゲボルグ・フンツィンガー(Ingeborg Hunzinger:1915–2009)は彫刻家として知られている。別の息子、カール・ルートヴィヒ・フランク（Carl Ludwig ("Carllutz") Franck：1904-1985)は建築家となった。

## 作品

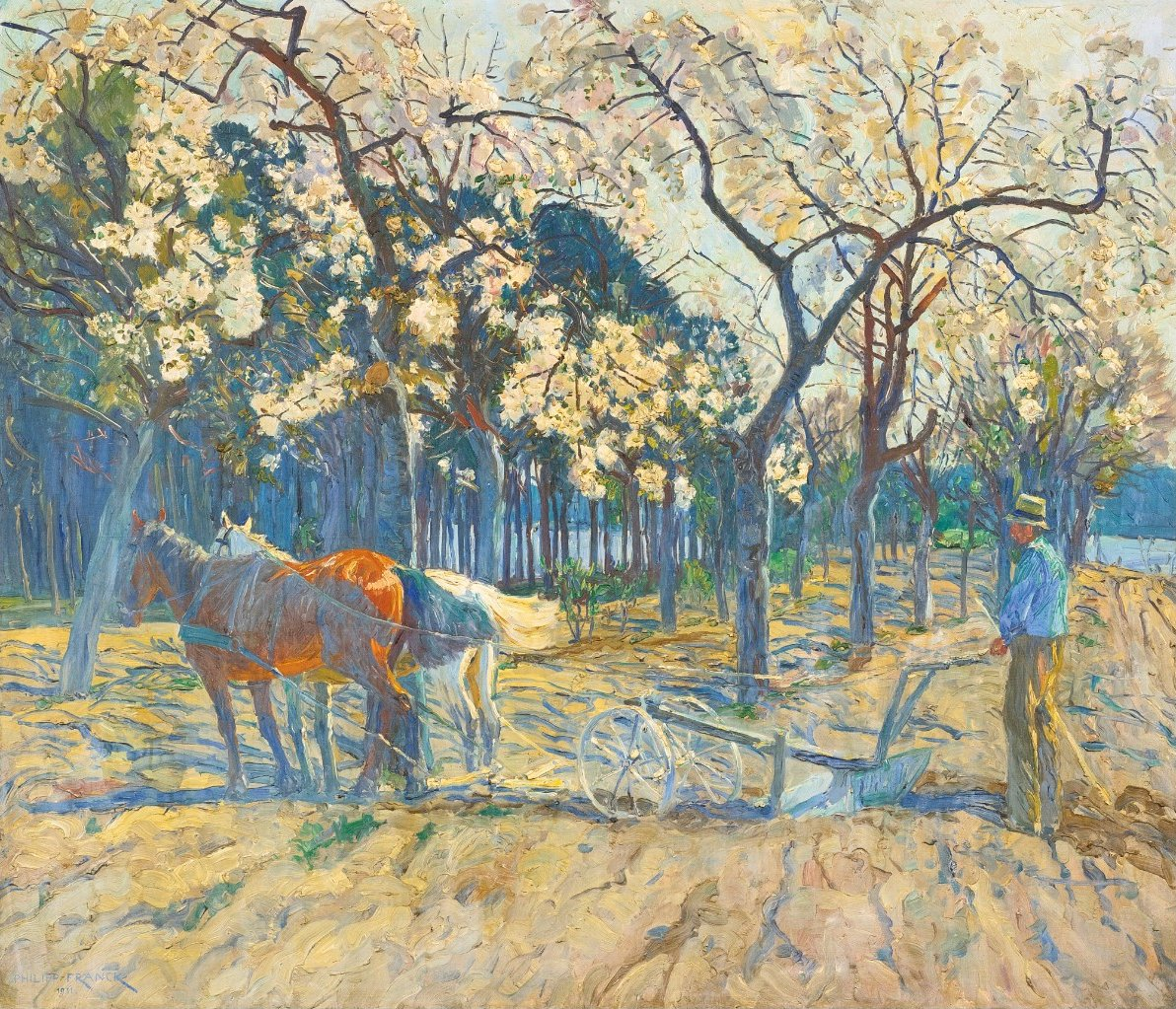
4月の花 (1911)
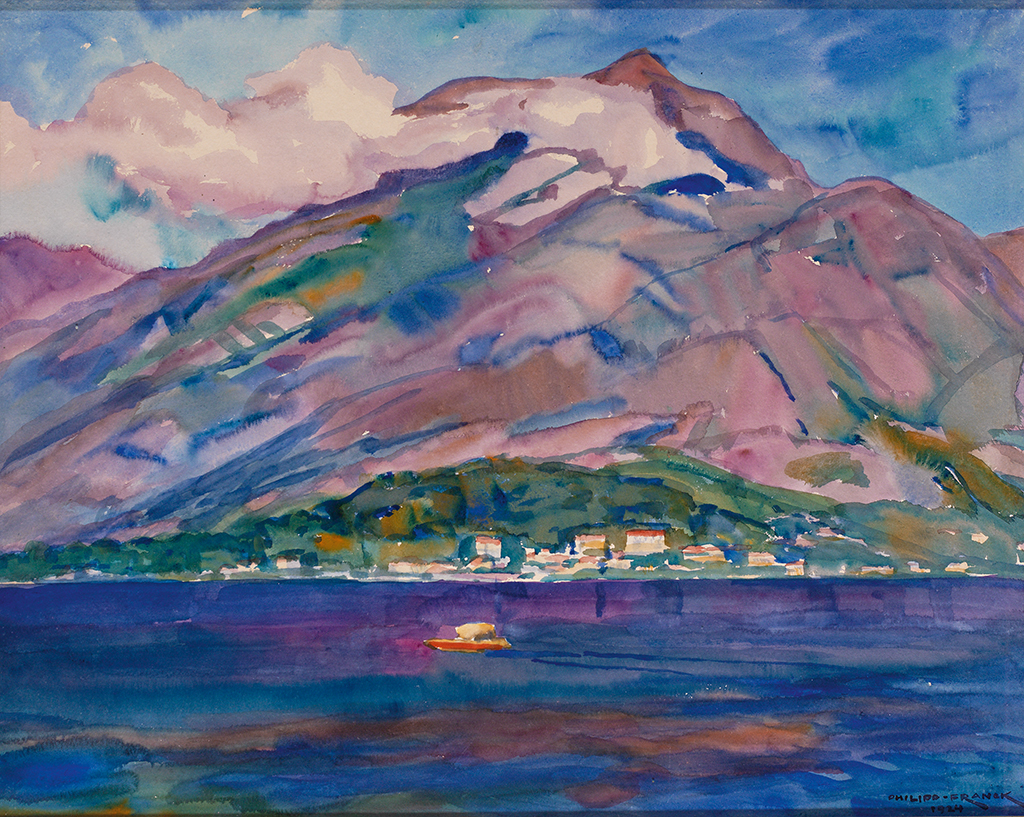
(1920)
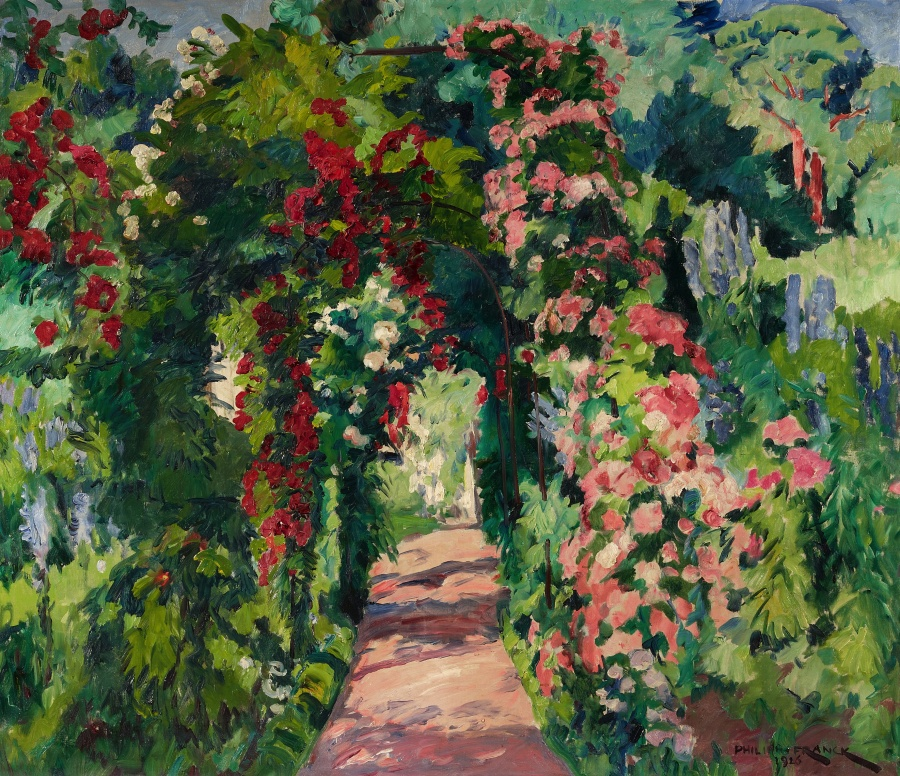
(1926)

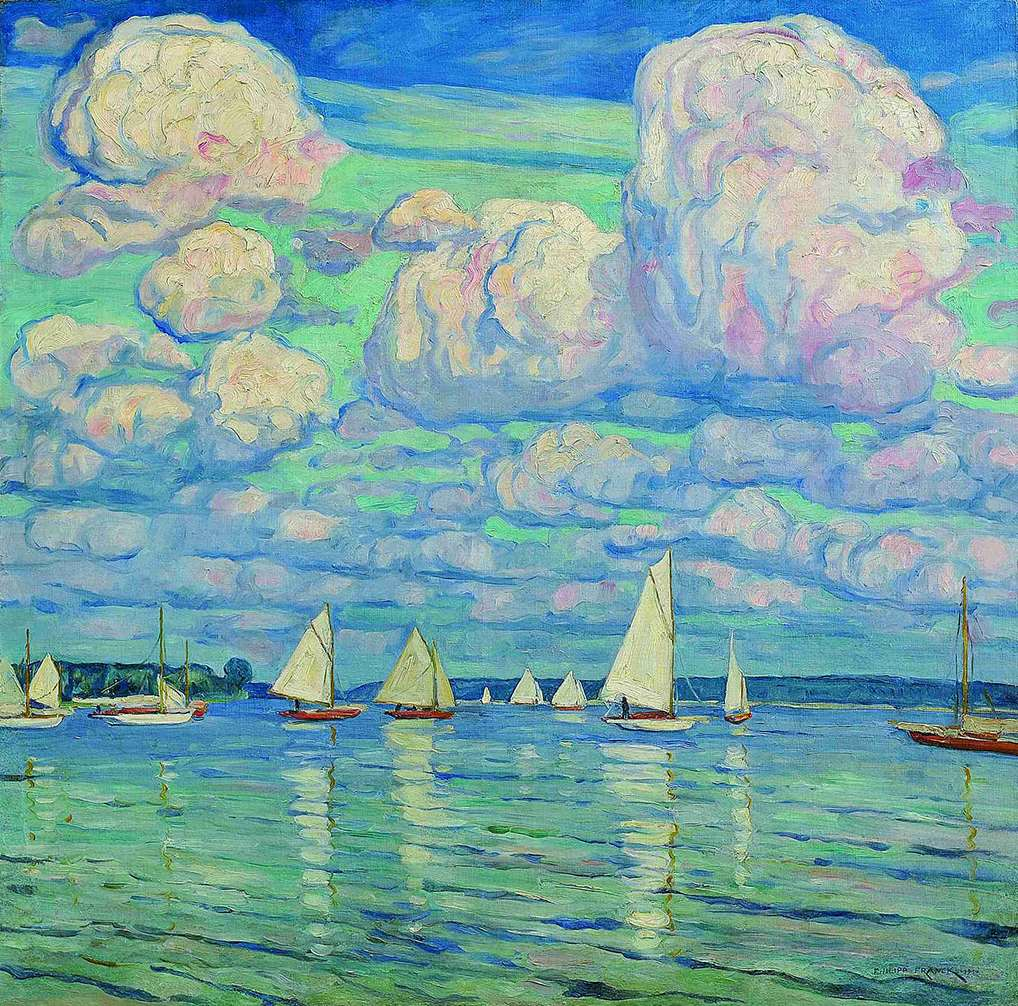
ヴァン湖 (1914)
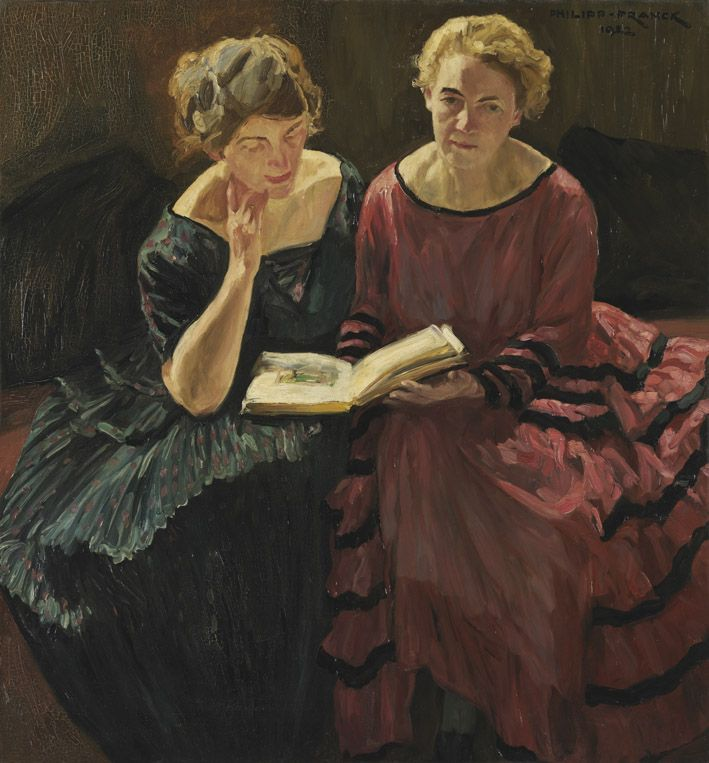
2人の婦人の肖像画 (1922)
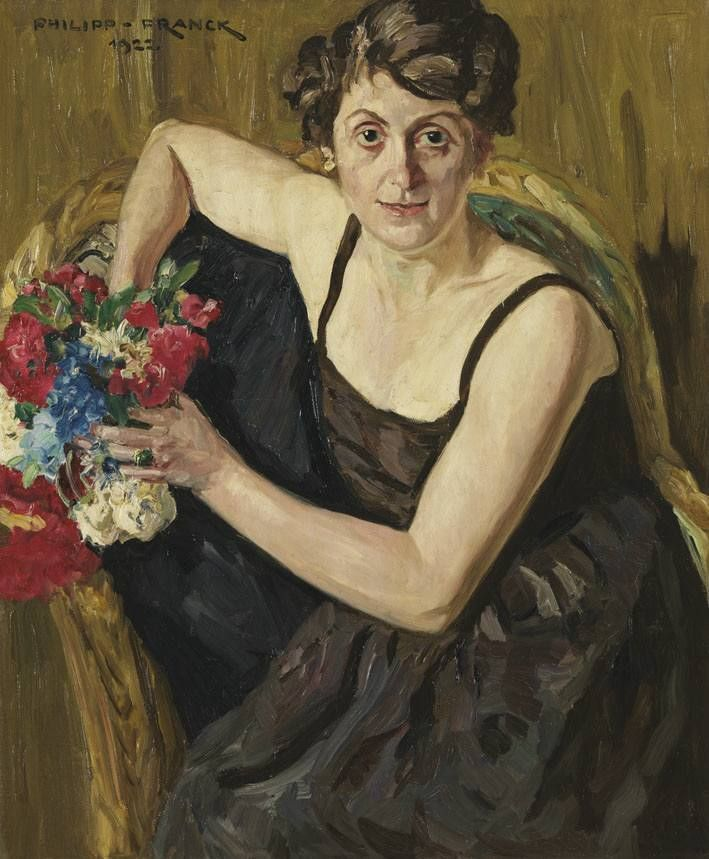
婦人の肖像画 (1922)
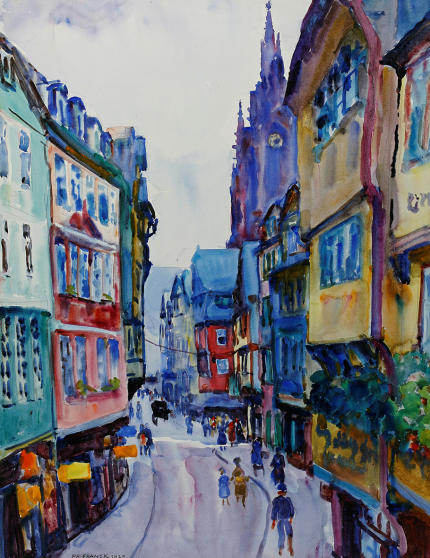
フランクフルトの旧市街 (1922)